# Alfredo Milani
Alfredo Milani (Garbagnate Milanese, 6 gennaio 1924 – 30 novembre 2017) è stato un pilota motociclistico italiano.

## Carriera
Nel motomondiale ha vinto 3 gran premi e nel 1951 si è laureato vicecampione del mondo nella classe 500 alle spalle di Geoff Duke.
Facente parte di una famiglia di motociclisti, il fratello Albino dapprima passeggero ed in seguito conduttore di sidecar e l'altro fratello Rossano a sua volta passeggero nel sidecar di Albino in alcune occasioni, sempre con i fratelli è stato a lungo titolare di una conosciuta officina meccanica milanese.
Il suo nome è stato indissolubilmente legato a quello della Gilera con cui ha corso in tutte le edizioni del motomondiale a cui ha partecipato, continuativamente sino al termine della stagione 1957, quella che ha segnato anche la fine della partecipazione della casa motociclistica di Arcore alle competizioni internazionali in seguito alla firma del "Patto di astensione" con le altre case italiane principali. Gli anni successivi le sue presenze nel mondiale in classe regina furono limitate quasi solo al Gran Premio motociclistico delle Nazioni.
Il primo dei suoi tre successi, tutti nella classe 500, l'ha conseguito in occasione del GP di Francia del 1951, l'anno in cui, grazie all'ulteriore successo nel GP delle Nazioni e ad altri buoni piazzamenti, si classificò al secondo posto finale.
Nel 1952 non ottenne punteggi validi nel motomondiale, in compenso si è aggiudicato il Campionato Italiano Seniores, sempre della classe 500.
È deceduto per un malore improvviso il 30 novembre 2017.

## Risultati nel motomondiale

### Classe 350
| 1957 | Classe | Moto   |   |  |   |   |   |   |  |  |  |  |  | Punti | Pos. |
| ---- | ------ | ------ | - |  | - | - | - | - |  |  |  |  |  | ----- | ---- |
| 1957 | 350    | Gilera | - |  | - | - | - | 4 |  |  |  |  |  | 3     | 10º  |

| 1961 | Classe | Moto |    |   |    |  |   |    |   |   |     |   |    | Punti | Pos. |
| ---- | ------ | ---- | -- | - | -- |  | - | -- | - | - | --- | - | -- | ----- | ---- |
| 1961 | 350    | n.d. | NE | - | NE |  | - | NE | - | - | Rit | - | NE |       |      |

| Legenda | 1º posto        | 2º posto            | 3º posto            | A punti      | Senza punti        | Grassetto – Pole position Corsivo – Giro più veloce |
| Legenda | Gara non valida | Non qual./Non part. | Ritirato/Non class. | Squalificato | '-' Dato non disp. | Grassetto – Pole position Corsivo – Giro più veloce |

### Classe 500
| 1950 | Classe | Moto   |  |  |  |     |  |   |  |  |  |  |  | Punti | Pos. |
| ---- | ------ | ------ |  |  |  | --- |  | - |  |  |  |  |  | ----- | ---- |
| 1950 | 500    | Gilera |  |  |  | Rit |  | 4 |  |  |  |  |  | 3     | 13º  |

| 1951 | Classe | Moto   |     |     |  |   |   |   |   |   |  |  |  | Punti | Pos. |
| ---- | ------ | ------ | --- | --- |  | - | - | - | - | - |  |  |  | ----- | ---- |
| 1951 | 500    | Gilera | Rit | Rit |  | 2 | 2 | 1 | 4 | 1 |  |  |  | 31    | 2º   |

| 1952 | Classe | Moto   |     |  |     |     |  |  |  |  |  |  |  | Punti | Pos. |
| ---- | ------ | ------ | --- |  | --- | --- |  |  |  |  |  |  |  | ----- | ---- |
| 1952 | 500    | Gilera | Rit |  | Rit | Rit |  |  |  |  |  |  |  | 0     |      |

| 1953 | Classe | Moto   |     |     |   |    |   |     |   |  |  |  |  | Punti | Pos. |
| ---- | ------ | ------ | --- | --- | - | -- | - | --- | - |  |  |  |  | ----- | ---- |
| 1953 | 500    | Gilera | Rit | Rit | 1 | NE | 3 | Rit | 2 |  |  |  |  | 18    | 3º   |

| 1954 | Classe | Moto   |   |  |    |  |  |  |  |  |  |  |  | Punti | Pos. |
| ---- | ------ | ------ | - |  | -- |  |  |  |  |  |  |  |  | ----- | ---- |
| 1954 | 500    | Gilera | 2 |  | AN |  |  |  |  |  |  |  |  | 6     | 10º  |

| 1955 | Classe | Moto   |  |  |  |  |     |    |  |   |  |  |  | Punti | Pos. |
| ---- | ------ | ------ |  |  |  |  | --- | -- |  | - |  |  |  | ----- | ---- |
| 1955 | 500    | Gilera |  |  |  |  | Rit | 14 |  | 5 |  |  |  | 2     | 20º  |

| 1956 | Classe | Moto   |  |  |   |  |  |   |  |  |  |  |  | Punti | Pos. |
| ---- | ------ | ------ |  |  | - |  |  | - |  |  |  |  |  | ----- | ---- |
| 1956 | 500    | Gilera |  |  | 5 |  |  | 8 |  |  |  |  |  | 2     | 16º  |

| 1957 | Classe | Moto   |  |  |  |     |  |   |  |  |  |  |  | Punti | Pos. |
| ---- | ------ | ------ |  |  |  | --- |  | - |  |  |  |  |  | ----- | ---- |
| 1957 | 500    | Gilera |  |  |  | Rit |  | 3 |  |  |  |  |  | 4     | 9º   |

| 1958 | Classe | Moto   |  |  |  |  |  |  |     |  |  |  |  | Punti | Pos. |
| ---- | ------ | ------ |  |  |  |  |  |  | --- |  |  |  |  | ----- | ---- |
| 1958 | 500    | Gilera |  |  |  |  |  |  | Rit |  |  |  |  | 0     |      |

| 1959 | Classe | Moto   |  |  |  |     |     |    |  |    |  |  |  | Punti | Pos. |
| ---- | ------ | ------ |  |  |  | --- | --- | -- |  | -- |  |  |  | ----- | ---- |
| 1959 | 500    | Gilera |  |  |  | Rit | Rit | NE |  | 13 |  |  |  | 0     |      |

| 1960 | Classe | Moto   |  |  |  |  |  |  |     |  |  |  |  | Punti | Pos. |
| ---- | ------ | ------ |  |  |  |  |  |  | --- |  |  |  |  | ----- | ---- |
| 1960 | 500    | Gilera |  |  |  |  |  |  | Rit |  |  |  |  | 0     |      |

| Legenda | 1º posto        | 2º posto            | 3º posto            | A punti      | Senza punti        | Grassetto – Pole position Corsivo – Giro più veloce |
| Legenda | Gara non valida | Non qual./Non part. | Ritirato/Non class. | Squalificato | '-' Dato non disp. | Grassetto – Pole position Corsivo – Giro più veloce |